# Vatersay
Vatersay (en gaélique écossais : Bhatarsaigh) est une île du Royaume-Uni située en Écosse, dans l'archipel des Hébrides extérieures. Vatersay est aussi le nom de l'unique village de l'île. L'île est l'une des plus au sud de l'archipel des Hébrides extérieures.